# Mattias Steuchius
Mattias Steuchius (Strängnäs, 26 ottobre 1644 – Uppsala, 2 agosto 1730) è stato un arcivescovo luterano svedese, arcivescovo di Uppsala dal 1714 fino alla sua morte.

## Biografia
Crebbe presso Härnösand, nel nord della Svezia. Qui suo padre, Petrus, era soprintendente. Fu ordinato prete nel 1672 e fece parte del Riksdag degli Stati tra il 1672 e il 1675. Nel 1676 divenne professore di logica e metafisica all'Università di Uppsala. Si sposò nel 1680. Nel 1683 suo padre morì ed egli prese il suo posto. Fu soprintendente per dodici anni e fece grandi sforzi per portare la religione cristiana e l'istruzione al popolo Sami.
Nel 1693 divenne dottore in teologia ad Uppsala, e nel 1694 fu promosso a professore. Già nel 1694 fu convocato a Lund per divenire vescovo di quella diocesi.
Alla morte di Haquin Spegel, nel 1714, Steuchius fu eletto arcivescovo di Uppsala, primate della Chiesa di Svezia.
Steuchius era noto per essere un uomo giusto e devoto, sia nella vita, sia nell'insegnamento. Alla sua morte, nel 1730, gli succedette suo figlio, Johannes.